# Hanauerita
La hanauerita és un mineral de la classe dels sulfurs. Rep el nom en honor del col·leccionista de minerals alemany Dr. Alfred Hanauer (1912–1988).

## Característiques
La hanauerita és un sulfur de fórmula química AgHgSI, trobant-se químicament relacionada amb la perroudita. Va ser aprovada com a espècie vàlida per l'Associació Mineralògica Internacional l'any 2018 i publicada en el mes d'agost de 2023. Cristal·litza en el sistema ortoròmbic.
Les mostres que van servir per a determinar l'espècie, el que es coneix com a material tipus, es troben conservades a les col·leccions del Museu Mineralògic Fersmann, de l'Acadèmia de Ciències de Rússia, a Moscou (Rússia), amb els números de registre: 5223/1 i 5223/2.

## Formació i jaciments
Va ser descoberta a la mina Schöne Aussicht, situada a la localitat de Wirges, dins el districte de Westerwald (Renània-Palatinat, Alemanya). També ha estat descrita en altres dos punts de l'estat de Renània-Palatinat: la mina Friedrichssegen, al districte de Rhein-Lahn, i la mina Frischer Mut, al districte de Donnersberg. A més d'Alemanya també ha estat trobada a la mina Torrecillas, a la província d'Iquique (Regió de Tarapacá, Xile).